# 飛雅特6614裝甲車

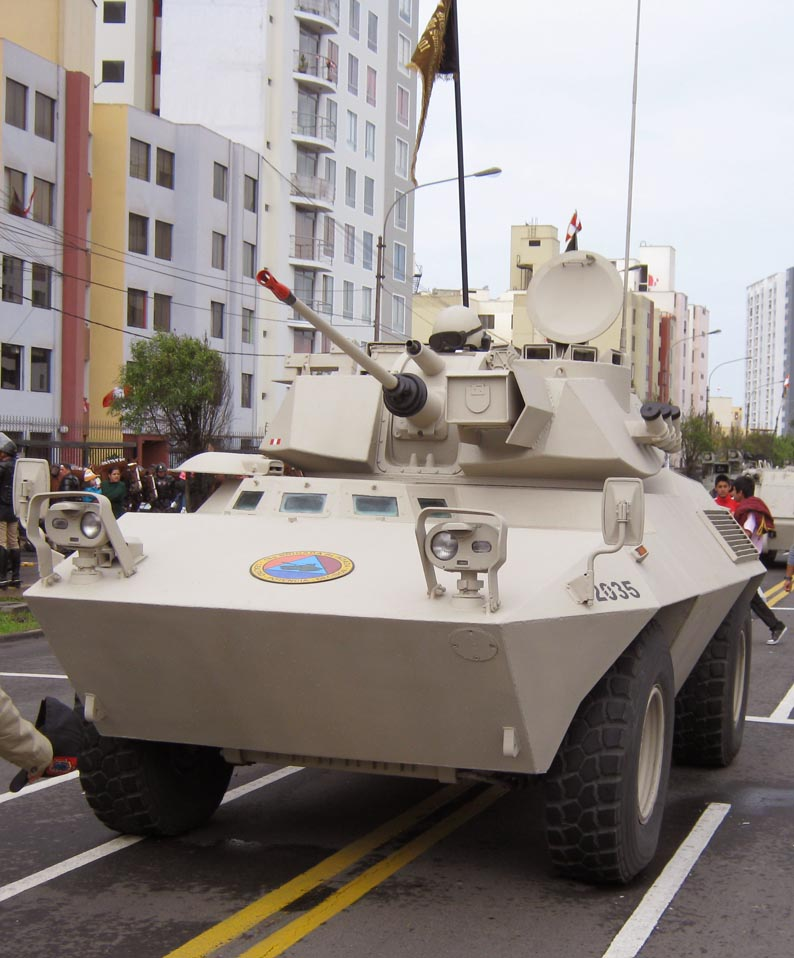
6616機砲型

飛雅特6614裝甲車Fiat 6614 為義大利一種四輪裝甲車，由飛雅特和奧托梅萊拉在70年代聯合生產，飛雅特公司负责车体和机动部件，奧托梅萊拉公司负责武器装备。並授權南韓生產稱為KM900。
6614型轮式装甲人员输送车为全四轮驱动。手排5档（有4个同步档）变速箱、2速分动箱、驱动轴传至前后桥，前后差速器有机械闭锁装置。配有3具76mm烟幕弹发射以及拉力为44.1kN的前置绞盘。分动箱和差速闭锁装置通过简单的开关-气式操纵，轮毂内装行星侧减速器。可以輪胎滑水渡過小河和淺灘。

## 使用國與數量
Type 6614
- 阿根廷 - 25
- 義大利
  - 空軍 - 110
  - 陸軍 - 14
  - 陸戰隊 - 150
  - 警察 - 50
- 大韓民國 - 400 [1]
- 利比亞 - 200
- 秘魯
  - 陸軍 - 15
- - 270
- 突尼西亞 - 110
- 委內瑞拉 - 24

Type 6616
- 義大利 - 40
- 利比亞 - 100
- 秘魯 - 15
- - 30

## 外部連結
- KM900 @Military-Today.com （页面存档备份，存于）
- Fiat 6614 @Military-Today.com （页面存档备份，存于）